# Johann Georg Wirsung
Johann Georg Wirsung, född 3 juli 1589 i Augsburg, Tyskland, död 22 augusti 1643 i Padua, Italien, var en tysk anatom, som under många år var prosektor i Padua. Han är känd genom sin upptäckt av bukspottkörtelns efter honom benämnda utförsgång (Figura ductus cujusdam cum multiplicibus suis ramulis noviter in pancreate in diversis corporibus humanis observatis; 1642). Han mördades av en dalmatisk läkare.

## Biografi
Wirsung var son till en augsburgsk läkare. Efter att ha studerat filosofi och medicin i Paris och Altdorf tilldelades han 1630 titeln medicine doktor vid universitetet i Padua. Från 1630 till 1642 arbetade han där som prosector och professor i anatomi. 
År 1642 upptäckte han utsöndringskanalen från bukspottkörteln hos människor uppkallade efter honom (wirsungkanal, ductus pancreaticus Wirsungi), som han felaktigt ansåg vara ett lymfkärl i tarmarna.
Wirsung sköts framför sitt hus på natten 1643 när han sammanträffade med vänner. Flera misstänkta nämndes, men han mördades troligen av Giacomo Cambier, som också avsattes, på initiativ av Wirsung, som prokurator för den tyska konstfakulteten i Padua, eftersom det fanns tvivel om hans karaktär. Andra misstänkta som namngavs var Wirsungs mentor, Johann Wesling, som skulle ha varit avundsjuk på hans upptäckt om bukspottskörteln. Han åtalades men frikändes. En annan misstänkt var studenten Moritz Hoffmann, som medverkade vid den avgörande delen när Wirsung gjorde sin upptäckt, och som år efter Wirsungs död hävdade att han tidigare hade visat honom utgången vid dissekeringen av en fågel.